# Tako je govorio Zaratustra
Tako je govorio Zaratustra  djelo je njemačkog filozofa Fridriha Ničea, nastalo između 1883. i 1885, a koje govori o starom šamanu koji se spušta sa svoje planine među narod iz želje da nauči nešto od njih i da narodu podari svoje znanje. Prilikom spuštanja u selo, nailazi na razne ljude, od kojih doznaje njihove tajne.
On je, zapravo, u potrazi za čovjekom sebi ravnim, ali mnogi ne razumiju njegovu filozofiju i ismijavaju ga, no ima i onih koji mu se dive.
„Zaratustra“ je njemačka verzija imena persijskog proroka Zoroastra (Zaraθuštra), navodnog osnivača zoroastrizma, koji je jako uticao na judaizam i zatim hrišćanstvo. U knjizi postaje jasno da Niče prikazuje „novog“ ili „drukčijeg“ Zaratustru, koji okreće tradicionalni moral naglavce. Najslavniji odlomak nalazi se na početku knjige: Zaratustra se spušta s planine, razgovara s nekim čovjekom i zatim se pita: „Je li moguće da ljudi još ne znaju da je Bog mrtav?“
Zbog svojih razmatranja, to je jedno od najpoznatijih filozofskih djela ovoga autora, a stil pisanja je nedvosmisleno svrstao Zaratustru i u vrhunce svjetske književnosti.

## Literatura
-{
- Claus Zittel: Das ästhetische Kalkül von Friedrich Nietzsches "Also sprach Zarathustra".. Würzburg. 2001.  978-3-8260-1836-7.
- Stanley Rosen (2004). The Mask of Enlightenment, Nietzsche's Zarathustra. Yale University Press. ISBN 978-0-300-10451-6.

}-